# GameRankings
A GameRankings egy olyan weboldal, ami videójátékok tesztjeinek a pontszámait gyűjti be más oldalakról és ezeknek az átlagpontszámából kijön a GameRankings pontszáma. Eddig több mint 14500 játék van az adatbázisukban. Az oldal a CBS Interactive tulajdonában van. A GameRankings-hoz hasonló oldalak: a GameRatio, a GameStats, a Metacritic, a MobyGames és a TopTenReviews.
2009. február 16-án az oldalt leállították, majd 2009. március 2-án újraindították a Gamefaqs.com-éhoz hasonló kinézettel.